# Мелетий Антиохийский
Меле́тий Антиохийский (греч. Μελέτιος Αντιοχείας; ум. 381) — епископ Севастии, аскет, впоследствии архиепископ Антиохийский (360—381). Почитается православной церковью в лике святителей, память совершается 12 февраля (по юлианскому календарю). Председательствовал на II Вселенском соборе (381).

## Биография
Родился в городе Мелитине в Малой Армении в богатой и знатной семье. В 358 (359) году был избран епископом Севастии Армянской. Являлся ставленником и сторонником Акакия Кесарийского, лидера той части епископата, который поддерживал омейскую формулу (умеренное арианство, согласно которой Сын подобен Отцу, хотя и не по существу).
Согласно Сократу Схоластику он принял участие в Синоде в Селевкии осенью 359 года, а затем подписался под формулой Акакия. В конце 360 года был возведен на Антиохийскую кафедру, сменив Евдоксия, который занял Константинопольский престол. Проявил себя как противник ариан, и поэтому в 361 году на Антиохийском соборе по приказу императора Констанция II был низложен. Это привело к расколу православных христиан в Антиохии, причём  не согласившийся с решением собора Мелетий окончательно порвал с арианами и возглавил одну из групп сторонников никейской веры. При императоре Юлиане он был возвращен на свою кафедру, но потом опять сослан. Возвращён на патриарший престол императором Иовианом и вновь сослан Валентом. При императоре Феодосии, который особо чтил его, был избран председательствующим на Втором Вселенском соборе. В период работы собора внезапно скончался. Панегирики в его честь были составлены Григорием Нисским и Иоанном Златоустом.

## Сочинения
Из сочинений Мелетия известны «Слово» при его вступлении на антиохийскую кафедру (сохранилось в «Панарии» Епифания Кипрского) и «Исповедание веры» (сохранилось в церковной истории Сократа и Феодорита). В своих сочинениях Мелетий безусловно отрицает арианство.